# Abdij van Pont-à-Mousson

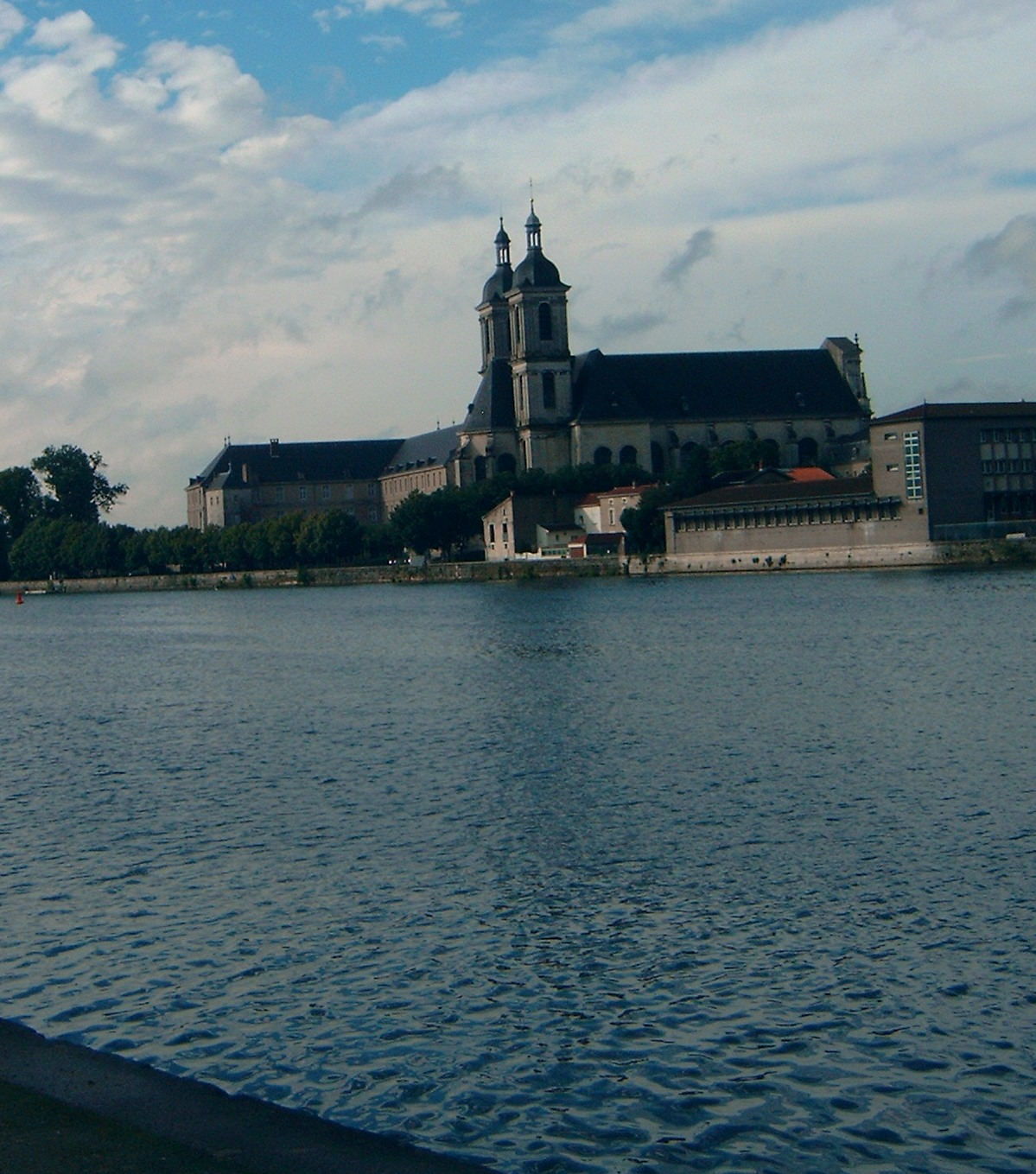
Abdij van Pont-à-Mousson

De Abdij van Pont-à-Mousson (Abbaye Sainte-Marie-Majeure) is een vroegere premonstratenzerabdij in Pont-à-Mousson in Lotharingen. Zij ligt in een park van 5 ha aan de Moezel aan de overzijde van het stadscentrum. Tegenwoordig wordt zij gebruikt voor culturele activiteiten. Men kan er ook overnachten.
De abdij werd gesticht in de vroege 17e eeuw vanuit de Abdij Sainte-Marie-aux-Bois. De bouwheer was abt Servais de Lairuelz, afkomstig uit de Spaanse Nederlanden. In 1705 werd begonnen met de bouw van nieuwe, classicistische abdijgebouwen naar plannen van architect Thomas Mordillac. De abdijgebouwen overleefden de sluiting van de abdijen na de Franse Revolutie. In de 19e eeuw was een kleinseminarie van het bisdom Nancy gevestigd in de gebouwen, maar dit werd in 1906 gesloten als een gevolg van de Wet op de scheiding van kerk en staat.